# Памятник Александру Ханжонкову (Ростов-на-Дону)
Памятник Александру Ханжонкову — памятник российскому кинематографисту Александру Ханжонкову на Будённовском проспекте в Ростове-на-Дону, в сквере напротив гимназии (ныне школа № 43), в которой он учился.
Был открыт 24 августа 2016 года Работа была выполнена ростовским скульптором Сергеем Олешней. На церемонии открытия присутствовали известные актёры и телеведущие.

## История

Надпись на постаменте

Идея создания и установки памятника кинематографисту Александру Ханжонкову принадлежит журналистке Любови Сурковой. Она обратилась с таким предложением в городскую администрацию — и там идея нашла поддержку. Началась работа над эскизами. Было создано два итоговых эскиза и один из них воплощен в жизнь. Скульптором стал Сергей Олешня, постамент сделан Юрием Яковлевичем Дворниковым, однако помимо них, были задействованы другие архитекторы и скульпторы.
Место для установки скульптуры было выбрано не случайно: она располагается напротив здания Андреевской гимназии, в которой учился режиссёр и сценарист Ханжонков, недалеко от этого места располагается киностудия. Также Александру Ханжонкову установлены две мемориальные доски: на здании школы, где учился режиссёр и там, где он впервые увидел кино.
Фигура Ханжонкова со старинной кинокамерой была отлита из бронзы. Высота постамента равна двум метрам, высота скульптуры — 2,5 метра. Открытие памятника состоялось в первый день международного фестиваля мотивационного кино Bridge of Arts. На открытии скульптуры присутствовали актрисы Ирина Безрукова и Ирина Бабенко, телеведущий Дмитрий Дибров, продюсер Алан Депардье.